# Albanië op het Eurovisiesongfestival 2013

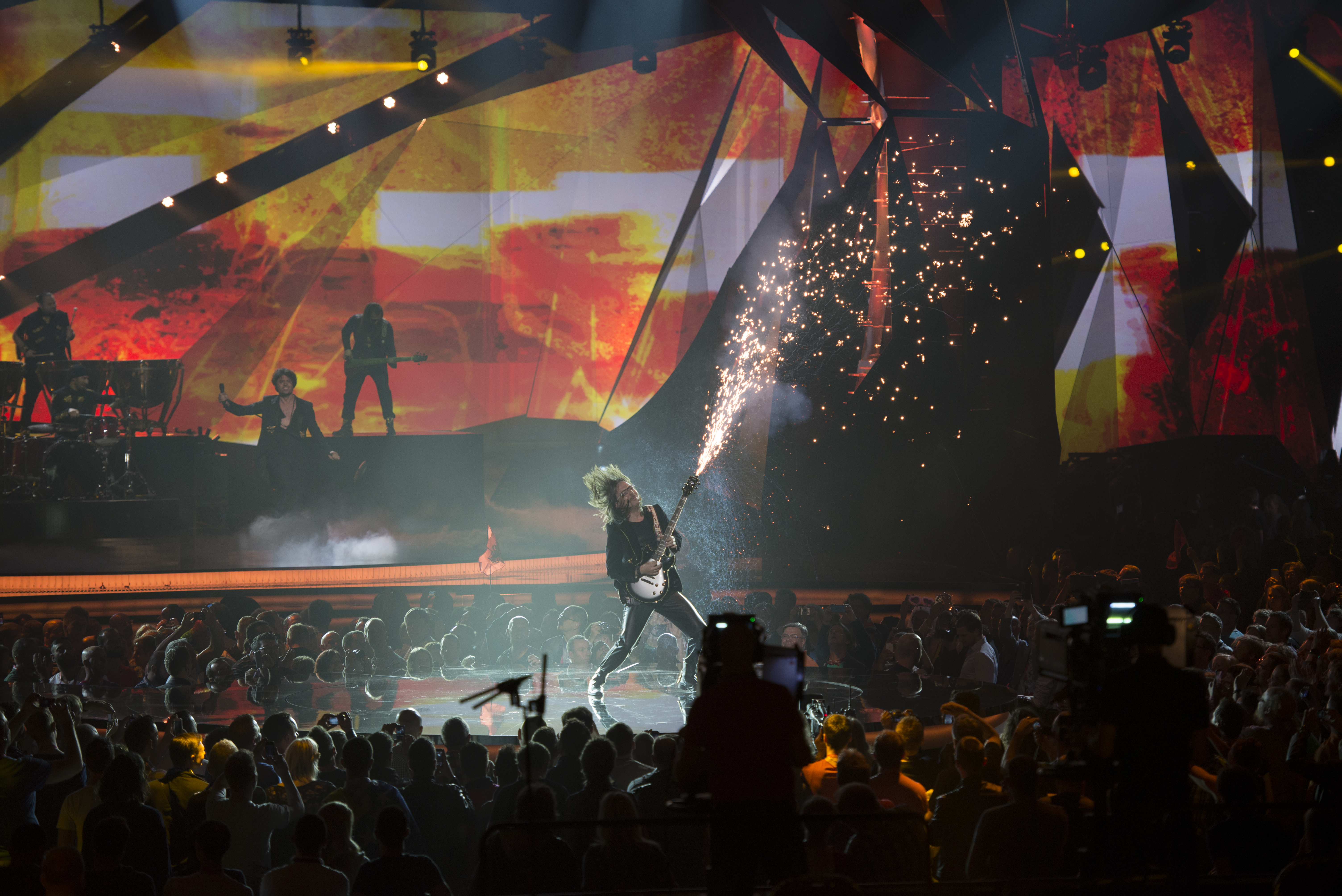
Tijdens de repetities in Malmö

Albanië nam deel aan het Eurovisiesongfestival 2013 in Malmö, in Zweden. Het was de 10de deelname van het land op het Eurovisiesongfestival. RTSH was verantwoordelijk voor de Albanese bijdrage voor de editie van 2013.

## Selectieprocedure
Naar jaarlijkse gewoonte verliep de Albanese selectie via Festivali i Këngës, dat in december 2012 aan zijn 51ste editie toe was. Op donderdag 20 en vrijdag 21 december werden twee halve finales georganiseerd, met telkens dertien kandidaten. Uit elke halve finale mochten de beste negen acts door naar de grote finale, die op zaterdag 22 december gepland stond. De puntenverdeling werd volledig gedaan door een vakjury, bestaande uit Nicola Caligiore (medewerker Italiaanse openbare omroep), Joseph Mizzi (medewerker Maltese openbare omroep), Szilva Puspok (medewerker Hongaarse openbare omroep), Sokol Shupo (componist, zangeres, actrice en deelneemster aan Festivali i Këngës 2011), Zef Coba (componist) en Petrit Ymeri (uitgever).
In de grote finale stonden er uiteindelijk slechts 17 kandidaten, aangezien Ani Çuedari op het laatste moment gediskwalificeerd werd wegens plagiaat. De eindzege ging naar Adrian Lulgjuraj en Bledar Sejko, met het nummer Identitet. Anjeza Shahini, die in 2004 de eerste Albanese inzending voor het Eurovisiesongfestival verzorgde, eindigde net als drie jaar eerder op de tweede plaats.

## Festivali i Këngës 2012

### Eerste halve finale
| Volgorde | Artiest                | Lied                |
| -------- | ---------------------- | ------------------- |
| 1        | Selami Kolonja         | Ku je?              |
| 2        | Rosela Gjylbegu        | Dëshirë             |
| 3        | Kejsi Tola             | S'jemi më atje      |
| 4        | Vesa Luma              | S'jam perfekt       |
| 5        | Elis Nova              | Ajo                 |
| 6        | Kozma Dushi            | Ëndërr mbete ti     |
| 7        | Bon Bon Band           | Humbur              |
| 8        | Dr. Flori en Fabi      | Jam ti!             |
| 9        | Merland Kademi         | Këtu fillon parajsa |
| 10       | Rezarta Smaja          | Ti?                 |
| 11       | Ardian Bujupi          | I çmendur për ty    |
| 12       | Xheni en Enxhi Kumrija | Arti i një fundi    |
| 13       | Arjela Krasniqi        | Më thuaj pse?       |

### Tweede halve finale
| Volgorde | Artiest                          | Lied                   |
| -------- | -------------------------------- | ---------------------- |
| 1        | Arjan Dredhasi                   | Fluturim i lirë        |
| 2        | Adrian Lulgjuraj en Bledar Sejko | Identitet              |
| 3        | Herciana Matmuja                 | Kush ta dha këtë emër? |
| 4        | Lynx                             | Si ty askush           |
| 5        | Entela Zhula                     | Dyert e parajsës       |
| 6        | Anjeza Shahini                   | Love                   |
| 7        | Kelly                            | Ylli im polar          |
| 8        | Bojken Lako                      | Lot... Jetë? Dashuri   |
| 9        | Marsela Çibukaj                  | Mijëra netë            |
| 10       | Valon Shehu                      | Nuk do të ndal         |
| 11       | Ani Çuedari                      | Më ler një ëndërr      |
| 12       | Na                               | Sa larg                |
| 13       | Flaka Krelani                    | Tek ti në shpirt       |

### Finale
| Plaats | Artiest                          | Lied                   | Punten |
| ------ | -------------------------------- | ---------------------- | ------ |
| 1      | Adrian Lulgjuraj en Bledar Sejko | Identitet              | 74     |
| 2      | Anjeza Shahini                   | Love                   | 62     |
| 3      | Herciana Matmuja                 | Kush ta dha këtë emër? | 48     |
| 4      | Kejsi Tola                       | S'jemi më atje         | 42     |
| 5      | Merland Kademi                   | Këtu fillon parajsa    | 40     |
| 6      | Flaka Krelani                    | Labirint i zemrës      | 39     |
| 7      | Rezarta Smaja                    | Ti?                    | 36     |
| 8      | Bojken Lako                      | Lot... Jetë? Dashuri   | 27     |
| 9      | Rosela Gjylbegu                  | Dëshirë                | 11     |
| 9      | Dr. Flori en Fabi                | Jam ti!                | 11     |
| 11     | Ardian Bujupi                    | I çmendur për ty       | 10     |
| 12     | Kelly                            | Ylli im polar          | 3      |
| 13     | Xheni en Enxhi Kumrija           | Arti i një fundi       | 2      |
| 14     | Lynx                             | Si ty askush           | 1      |
| 15     | Valon Shehu                      | Nuk do të ndal         | 0      |
| 15     | Vesa Luma                        | S'jam perfekt          | 0      |
| 15     | Selami Kolonja                   | Ku je?                 | 0      |

## In Malmö
Albanië trad aan in de tweede halve finale als veertiende. Het eindigde als 15de en kon aldus niet deelnemen aan de finale.

### Gekregen punten

#### Halve finale 2
| 12 punten     | 10 punten         | 8 punten      | 7 punten       | 6 punten     |
| ------------- | ----------------- | ------------- | -------------- | ------------ |
|               | - Noord-Macedonië | - Griekenland |                | - San Marino |
| 5 punten      | 4 punten          | 3 punten      | 2 punten       | 1 punt       |
| - Zwitserland |                   |               | - Azerbeidzjan |              |

### Punten gegeven door Albanië

#### Halve finale 2
Punten gegeven in de eerste halve finale:
| 12 punten | Noord-Macedonië |
| 10 punten | Griekenland     |
| 8 punten  | Azerbeidzjan    |
| 7 punten  | Hongarije       |
| 6 punten  | Malta           |
| 5 punten  | Roemenië        |
| 4 punten  | Bulgarije       |
| 3 punten  | Israël          |
| 2 punten  | Zwitserland     |
| 1 punt    | Finland         |

#### Finale
Punten gegeven in de finale:
| 12 punten | Italië       |
| 10 punten | Griekenland  |
| 8 punten  | Hongarije    |
| 7 punten  | Azerbeidzjan |
| 6 punten  | Spanje       |
| 5 punten  | Roemenië     |
| 4 punten  | Nederland    |
| 3 punten  | Duitsland    |
| 2 punten  | Noorwegen    |
| 1 punt    | Denemarken   |